# Лерой Фер
Лерой Фер (нід. Leroy Fer, нар. 5 січня 1990, Зутермер) — нідерландський футболіст, півзахисник турецького «Аланіяспора».

## Клубна кар'єра

### Ранні роки
Лерой почав свою кар'єру в дитячій школі клубу ДВО з рідного міста Зутермер. Фер залишився в ДВО до дев'яти років, після чого прийняв запрошення приєднатися до молодіжної академії «Феєнорда».

### «Феєнорд»
Вперше Фер з'явився в основній команді «Феєнорда» в сезоні 2007/08. 2 грудня Лерой дебютував в Ередивізі під керівництвом Берта ван Марвейка. У віці 17 років Лерой на 84-й хвилині замінив Нурі Шахіна в матчі проти «Гераклеса» (6:0). Через чотири дні, 6 грудня, Лерой підписав свій перший професійний контракт з «Феєнордом» до літа 2012 року. Фер у своєму першому сезоні відіграв 13 матчів у Ередивізі, переважно виходячи на заміни. Вперше в основі Лерой вийшов у матчі проти амстердамського «Аякса» 3 лютого 2008 року (3:0). В подальшому він виходив у стартовому складі протягом чотирьох матчів поспіль. 30 березня Фер забив свій перший гол у Ередівізі у виїзному матчі проти «Бреди».
У сезоні 2008/09 років Фер поступово став гравцем основного складу. Новим головним тренером «Феєнорда» став Гертьян Вербек. Лерой за нового тренера став грати центрального атакуючого півзахисника, займаючи положення під Ройєм Макаєм. 18 вересня 2008 року Лерой Фер дебютував на європейській арені в Кубку УЄФА проти шведського «Кальмара». «Феєнорд» програв той матч 0:1, але в матчі-відповіді в Швеції, Лерой забив переможний гол (2:1), забезпечивши «Феєнорду» участь у груповій стадії турніру.
У сезоні 2009/10 років Фер став ключовою фігурою команди. Лерой повернувся на свою колишню позицію опорного півзахисника. У загальній складності в цьому сезоні він взяв участь в 38 іграх клубу.
У сезоні 2010/11 років, коли команду очолив легендарний Рональд Куман, Лероя призначили віце-капітаном «Феєнорда». Всього за сезон Фер зіграв у 24 матчах чемпіонату, відзначившись трьома забитими м'ячами.

### «Твенте»
Сезон 2011/12 років Фер почав з двох голів стартових чотирьох матчах чемпіонату Нідерландів, після чого 1 вересня 2011 року перейшов до «Твенте», підписавши контракт за схемою «3+1». У дебютний сезон в «Твенте» футболіст взяв участь в 39 іграх клубу, в яких забив 10 голів.
У першій половині нового сезону Фер зіграв у 13 матчах «Твенте» та забив 3 голи.
28 січня 2013 року англійський «Евертон» оголосив про досягнення домовленості з «Твенте» про перехід футболіста, проте угода зірвалася, коли медичний огляд показав у гравця довгострокову травму коліна. Через це Лерой продовжив виступати за «Твенте», де грав до кінця сезону.

### «Норвіч Сіті»
13 липня 2013 року Фер підписав чотирирічний контракт з англійським «Норвіч Сіті», проте в першому ж сезоні «канарки» зайняли 18 місце в чемпіонаті і покинули Прем'єр-лігу. Наразі встиг відіграти за команду з Норвіча 29 матчів в національному чемпіонаті.

## Виступи за збірні

### Юнацькі збірні
Фер пройшов через всі молодіжні команди Нідерландів, але найбільших успіхів він домігся зі збірною Нідерландів до 17 років. Фер був капітаном тієї збірної на чемпіонаті Європи серед юнаків до 17 років, що проходив в Бельгії. Команда потрапила в груповий етап з командами Бельгії, Ісландії та Англії. Після нічийного матчу з бельгійцями (2-2), команда виграла у ісландців (3-0), але закінчила турнір на третьому місці в групі, програвши вирішальний матч одноліткам з Англії (2-4) і не змогла вийти в плей-оф.
Після завершення турніру Фер був запрошений до збірної Нідерландів до 19 років. Команда не змогла пробитись на чемпіонат Європи до 19 років в Чехії 2008 року. Всього взяв участь у 20 іграх на юнацькому рівні, відзначившись 4 забитими голами.

### Молодіжна збірна
31 березня 2009 року Лерой Фер дебютував за молодіжну збірну Нідерландів у товариському матч з молодіжною збірною Італії (1:1). 11 серпня 2009 року молодіжна збірна Нідерландів почала відбірковий турнір на молодіжний Чемпіонат Європи з футболу 2011 року, але не змогла подолати плей-оф кваліфікації молодіжного Євро-2011 проти однолітків з України. Незважаючи на це продовжив виступати за молодіжку, у складі якої взяв участь у молодіжному Євро-2013 у Ізраїлі, на якому зіграв в усіх чотирьох матчах, в яких забив два голи, а його збірна дійшла до півфіналу. Всього на молодіжному рівні зіграв у 31 офіційних матчах, забив 6 голів.

### Національна збірна
Попри те, що Лерой Фер, грав за різні за віком збірні Нідерландів, Лерой довгий час не міг визначитись за яку національну збірну йому виступати — збірну Нідерландів або Збірну Нідерландських Антильських островів. 
|                           | Особисто я хочу щось значити для мого острова, ось чому я досі не прийняв остаточного рішення. Мій мозок говорить, що найкраще вибрати збірну Нідерландів. Тоді ви впевнені, що кожні 2 роки будете виступати на великому міжнародному турнірі. Але моє серце думає про Кюрасао. Було б здорово представляти на чемпіонаті світу Нідерландські Антильські острови, це дало б островам величезний стимул. Моє коріння сильніше, ніж моє прагнення до перемог. Я прагну до вищих цілей. Я не знаю, але моє серце хоче грати за Нідерландські Антильські острови. |
| — Лерой Фер, жовтень 2008 | |

.
26 серпня 2009 року Фер оголосив, що він прийняв остаточне рішення та віддав перевагу виступам за національну збірну Нідерланди на міжнародній арені, у складі якої дебютував 11 серпня 2010 року в офіційних матчах у складі національної збірної Нідерландів в товариській грі проти збірної України (1:1). В подальшому нерегулярно залучався до матчів національної збірної, а влітку 2014 року потрапив у заявку збірної на чемпіонат світу в Бразилії.
Наразі провів у формі головної команди країни 11 матчів, забив 1 гол.
| Дата       | Місто     | Господарі  | Результат | Гості      | Турнір             | Голи | Примітки |
| ---------- | --------- | ---------- | --------- | ---------- | ------------------ | ---- | -------- |
| 11-8-2010  | Донецьк   | Україна    | 1 – 1     | Нідерланди | товариський матч   | -    | 63'      |
| 7-9-2012   | Амстердам | Нідерланди | 2 – 0     | Туреччина  | Відбір до ЧС 2014  | -    | 50'      |
| 11-10-2013 | Амстердам | Нідерланди | 8 – 1     | Угорщина   | Відбір до ЧС 2014  | -    | 81'      |
| 15-10-2013 | Стамбул   | Туреччина  | 0 – 2     | Нідерланди | Відбір до ЧС 2014  | -    |          |
| 19-11-2013 | Амстердам | Нідерланди | 0 – 0     | Колумбія   | товариський матч   | -    | 45+1'    |
| 4-6-2014   | Амстердам | Нідерланди | 2 – 0     | Уельс      | товариський матч   | -    | 46'      |
| 23-6-2014  | Сан-Паулу | Нідерланди | 2 – 0     | Чилі       | ЧС 2014 - 1-й етап | 1    | 75'      |
| 4-9-2014   | Барі      | Італія     | 2 – 0     | Нідерланди | товариський матч   | -    | 86'      |
| 10-10-2014 | Амстердам | Нідерланди | 3 – 1     | Казахстан  | Відбір до ЧЄ 2016  | -    | 81'      |
| 13-10-2014 | Рейк'явік | Ісландія   | 2 – 0     | Нідерланди | Відбір до ЧЄ 2016  | -    | 78'      |
| 12-11-2014 | Амстердам | Нідерланди | 2 – 3     | Мексика    | товариський матч   | -    | 81'      |
| Усього     |           | Матчів     | 11        |            | Голів              | 1    |          |

## Титули і досягнення
- Володар Кубка Нідерландів (1):

«Феєнорд»: 2007-08
- Бронзовий призер чемпіонату світу: 2014